# 深草少将
深草少将（ふかくさのしょうしょう）は、室町時代に世阿弥ら能作者が創作した、小野小町にまつわる「百夜通い」の伝説に登場する人物。深草・墨染の欣浄寺（京都市伏見区）に屋敷があったともされる。
欣浄寺の池の横には「少将の通い道」とよばれるものがあり、訴訟を持っている者がここを通るとかなわないと言われる。その他、小野小町供養塔と並んで深草少将供養塔がある。また、随心院（京都市山科区）には、深草少将等が書いた手紙を埋めたとされる「文塚」等がある。小野小町を愛したといわれ、小町が私の元へ百日間通い続けたら結婚してもいいと言い、九十九夜通ったが、雪の降る日で、雪に埋まり凍死したとも言われている。